# Münire Inam
Münire Inam (* 1983 in Bandırma) ist eine österreichische Fernsehmoderatorin und Journalistin türkischer Abstammung.

## Leben
Inam übersiedelte noch vor ihrem Schuleintritt mit ihrer Familie nach Österreich und studierte Soziologie an der Universität Wien. Zwischen 2004 und 2007 absolvierte einige Praktika, unter anderem bei der Wochenzeitschrift Profil. Außerdem war sie für das ZDF tätig. Seit 2007 ist sie Teil der Redaktion des ORF-Politmagazins Report, mittlerweile gestaltet sie auch Beiträge in der Zeit im Bild. Einem breiteren Publikum bekannt wurde sie 2011 durch die Moderation der Sendung Bürgerforum, die sie mit Peter Resetarits präsentiert. Im Oktober 2011 war sie auch Moderatorin des Polittalks contra | der talk auf ORF eins. Von Oktober 2014 bis Mai 2015 präsentierte sie abwechselnd mit Martin Ferdiny die ORF-Magazine heute mittag und heute österreich.
Seit 23. Jänner 2017 präsentiert sie als Nachfolgerin von Claudia Reiterer das ORF-Konsumentenmagazin konkret (vormals heute konkret). 

## Anerkennungen
- 2010: Prälat-Leopold-Ungar-JournalistInnenpreis für ihre Reportage Österreich ohne Ausländer